# Trizeuxis falcata
Trizeuxis falcata é uma espécie de planta do gênero Trizeuxis e da família Orchidaceae. 

## Taxonomia
O seguinte sinônimo já foi catalogado:  
- Trizeuxis andina  Schltr.

## Forma de vida
É uma espécie epífita e herbácea. 

## Descrição
Erva epífita; rizoma curto. Pseudobulbo oblongo, 10 x 3mm, comprimido lateralmente, coberto por bainhas foliares equitantes, unifoliado no ápice. Folha linear-ligulada de3-10 x 0,2-0,5 cm assimétrica, ápice agudo. Inflorescência multiflora, lateral, paniculada. Ela tem flores cremes com labelo amarelo. Sépala dorsal, 1,5 x 0,5mm, oblonga. Sépalas laterais 1,5 x 1,2 mm, oblongas, conadas até o terço final. Pétalas 1,2 x 1,5mm, ovais. Possui labelo 2 x 1 mm, oblongo, ligeiramente trilobado.   

## Conservação
A espécie faz parte da Lista Vermelha das espécies ameaçadas do estado do Espírito Santo, no sudeste do Brasil. A lista foi publicada em 13 de junho de 2005 por intermédio do decreto estadual nº 1.499-R. 

## Distribuição
A espécie é encontrada nos estados brasileiros de Acre, Bahia, Ceará, Espírito Santo, Minas Gerais, Mato Grosso, Paraná, Rio de Janeiro, Santa Catarina e São Paulo. 
A espécie é encontrada nos  domínios fitogeográficos de Floresta Amazônica, Caatinga, Cerrado e Mata Atlântica, em regiões com vegetação de áreas antrópicas, mata ciliar, mata de igapó, floresta de terra firme, floresta estacional decidual, floresta estacional semidecidual, floresta ombrófila pluvial e restinga.